# Aeologramma
Aeologramma là một chi bướm đêm thuộc họ Noctuidae.

## Loài
- Aeologramma albiscripta (Hampson, 1898)
- Aeologramma bellissima (Draudt, 1950)
- Aeologramma decolorata Holloway, 1989
- Aeologramma picatum (Butler, 1892)